# Kinh tế Venezuela
Kinh tế Venezuela dựa vào dầu mỏ, các ngành công nghiệp nặng như nhôm và thép, và sự hồi sinh trong nông nghiệp. Venezuela là thành viên lớn thứ năm của OPEC tính về sản lượng dầu hỏa. Doanh thu từ xuất khẩu dầu mỏ chiếm hơn 50% GDP của cả nước và chiếm khoảng 95% tổng kim ngạch xuất khẩu. Từ những năm 1950 đến đầu những năm 1980 kinh tế Venezuela là một trong những nền kinh tế mạnh nhất ở Nam Mỹ. Việc tăng trưởng liên tục trong thời kỳ này đã thu hút nhiều người nhập cư, lúc đó nước này có tiêu chuẩn sống cao nhất ở châu Mỹ Latinh. Cuộc khủng hoảng dầu lửa 1980 đã làm cho nền kinh tế bị thu nhỏ, tiền tệ mất giá trị, nạn lạm pháp tăng vọt đạt đỉnh 84% vào năm 1989 và 99% vào năm 1996, ba năm trước khi Hugo Chávez nhậm chức.
Venezuela sản xuất và xuất khẩu sản phẩm công nghiệp nặng như thép, nhôm và xi măng, với sản xuất tập trung xung quanh Ciudad Guayana, gần Đập Guri, một trong những đập lớn nhất trên thế giới cung cấp khoảng ba phần tư điện tiêu dùng của Venezuela. Các sản xuất đáng chú ý khác bao gồm thiết bị điện tử và ô tô, cũng như đồ uống và thực phẩm. Nông nghiệp ở Venezuela chiếm khoảng 3% GDP, 10% lực lượng lao động, và ít nhất một phần tư diện tích đất của Venezuela. Venezuela xuất khẩu gạo, ngô, cá, trái cây nhiệt đới, cà phê, thịt lợn và thịt bò. Đất nước này tuy nhiên không phải tự cung tự cấp trong hầu hết các lĩnh vực nông nghiệp.
Mặc dù mối quan hệ căng thẳng giữa hai quốc gia, Hoa Kỳ vẫn là đối tác thương mại quan trọng nhất của Venezuela. Xuất khẩu của Mỹ đến Venezuela bao gồm máy móc, các sản phẩm nông nghiệp, dụng cụ y tế, và xe hơi. Venezuela là một trong bốn nhà cung cấp hàng đầu dầu mỏ nước ngoài đến Hoa Kỳ. Khoảng 500 công ty Mỹ có đại diện tại Venezuela. Theo Ngân hàng Trung ương Venezuela, chính phủ thu nhập được 1998-2008 khoảng 325 tỷ USD thông qua việc sản xuất dầu và xuất khẩu nói chung, và theo Cơ quan Năng lượng Quốc tế, tới tháng 8 năm 2015 Venezuela đã sản xuất 2,4 triệu thùng dầu mỗi ngày, 500.000 trong số đó đi đến Hoa Kỳ.
Kể từ "cuộc cách mạng xã hội chủ nghĩa" của Hugo Chávez, triệt phá khoảng phân nửa tập đoàn dầu hỏa khổng lồ PDVSA trong năm 2002 bằng cách sa thải hầu hết các chuyên gia bất đồng chính kiến trong số 20.000 nhân viên, và áp đặt việc kiểm soát tiền tệ chặt chẽ trong năm 2003 trong một nỗ lực để ngăn chặn tiền vốn khỏi bị mang ra nước ngoài, [ có sự suy giảm đều đặn trong sản xuất dầu và xuất khẩu và một loạt phá giá tiền tệ nghiêm trọng, làm gián đoạn sự phát triển của nền kinh tế. Hơn nữa, việc kiểm soát giá cả, việc sung công nhiều đất nông nghiệp và các ngành công nghiệp khác nhau, trong các chính sách của chính phủ gây tranh cãi khác đưa đến việc gần như hoàn toàn đóng băng trên bất kỳ truy cập đến các ngoại tệ theo tỷ giá hợp lý "chính thức", dẫn đến thiếu hụt nghiêm trọng tại Venezuela và việc giá cả tăng dốc của tất cả các hàng hoá thông dụng, bao gồm thực phẩm, nước, sản phẩm gia dụng, phụ tùng, dụng cụ và vật tư y tế; buộc nhiều nhà sản xuất hoặc là cắt giảm sản lượng hoặc đóng cửa, với nhiều hãng cuối cùng rời khỏi đất nước, như đã xảy ra với một số công ty công nghệ và hầu hết các nhà sản xuất ô tô  Năm 2015, Venezuela đã lạm phát hơn 100 % - mức cao nhất trên thế giới và cao nhất trong lịch sử của nước này  - với dự kiến lạm phát đạt 700% vào năm 2016  và tăng lên gần 2.000% vào năm 2017  trong khi tỷ lệ nghèo đói của dân số là giữa 76%  và 80%  theo nguồn tin độc lập.

## Nguyên nhân khủng hoảng
Theo Panos Mourdoukoutas, Forbes cho là một quá trình lâu dài với các chính sách thất bại của các chính phủ từ nhiều thập kỷ qua, trước cả thời chủ nghĩa xã hội Bolivar, đưa người dân một đất nước giàu tài nguyên thiên nhiên và vốn con người xuống con đường nghèo đói.. Nói chung, cuộc khủng hoảng của Venezuela hiện thời là kết quả sự hội tụ hai xu hướng nguy hiểm: “căn bệnh Hà Lan” (Dutch Disease) và “chủ nghĩa xã hội Bolivar” với những chính sách đi về hướng Kinh tế kế hoạch.
- Đã có một làn sóng quốc hữu hóa vào cuối thập niên 1970 và các kế hoạch phát triển đặt các nguồn lực quan trọng của đất nước vào trong tay các quan chức chính phủ chứ không phải là những nhà quản lý chuyên nghiệp. Dưới thời Tổng thống Carlos Andres Perez, đặc biệt trong nhiệm kỳ đầu tiên của ông vào năm 1974, đã cho tiến hành quốc hữu hóa nhiều ngành trong đó bao gồm các ngành công nghiệp dầu mỏ, công nghiệp sắt, mở rộng sang ngành công nghiệp thép, xây dựng dịch vụ khách sạn do nhà nước sở hữu, đóng tàu, và lên đến đỉnh điểm là sự ra đời của ngành công nghiệp nhôm.
- Việc chính phủ kiểm soát giá cả và chính sách trợ cấp dưới thời Tổng thống Caldera, dẫn đến thâm hụt ngân sách và nợ chính phủ bắt đầu tăng vọt.
- Chính phủ cũng kiểm soát thị trường tiền tệ, giúp cho các doanh nghiệp nước ngoài được nhiều lợi thế hơn so với các doanh nghiệp trong nước.
- Mười lăm năm dưới sự điều hành của cánh tả đã để lại một nước Venezuela với tỷ lệ lạm phát lên đến 180 phần trăm hàng năm do phá giá đồng tiền nhiều lần, (trung bình lạm phát tăng khoảng 8,70 phần trăm mỗi tháng). Kết quả này đã làm suy yếu và ảnh hưởng đến mức lương từ khi Nicholas Maduro trở thành tổng thống – mức tăng lớn nhất được ghi nhận liên quan đến các loại đồ uống và thực phẩm (tăng 315%). Venezuela hiện chiếm vị trí 178 trong chỉ số tự do kinh tế – tức đứng gần dưới cùng của danh sách.
- Chủ nghĩa xã hội Bolivar, vốn mượn từ chủ nghĩa xã hội Castro của Cuba, và chủ nghĩa bài Mỹ từ Che Guevara và Salvatore Allende, để thêm vào nền kinh tế của Venezuela. Trong thực tế, việc bài Mỹ đã trở thành lý do dẫn đến rất nhiều thất bại trong chính sách kinh tế của Venezuela, làm cho nước này lâm vào tình trạng thiếu hụt trầm trọng các sản phẩm cơ bản, từ tã em bé đến khăn giấy, giấy vệ sinh cho đến nhiều loại sản phẩm khác.